# Alena australis
Alena australis är en halssländeart som först beskrevs av Nathan Banks 1895.  Alena australis ingår i släktet Alena och familjen ormhalssländor. Inga underarter finns listade i Catalogue of Life.